# Vild i varmen
Vild i varmen er navnet på C.V. Jørgensens fjerde album, som udkom på lp i 1978. Det er det andet album med "Det Ganske Lille Band" (kælenavnet for C.V. Jørgensens daværende band), som her var udvidet med guitaristen Thomas Grue. Han forlod dog bandet efter kort tid og blev erstattet af keyboardspilleren Lotte Rømer. Albummet solgte omkring 30.000 eksemplarer.
Vild i varmen fortsatte den musikalske linje fra Storbyens små oaser med inspiration fra navne som J. J. Cale, Steely Dan og Doobie Brothers. Albummet er dog præget af en større klanglig detaljerigdom end forgængeren, der var mere rå i lyden. Dette tilskrives bl.a. produceren Stig Kreutzfeldt.. Musikken er desuden karakteristisk ved en musikalsk dialog mellem de to guitarister Ivan Horn og Thomas Grue, f.eks. i "Lænker & laster" og "13.294 bananer". Teksterne er generelt mere samfundskritiske end på Storbyens små oaser, hvilket bl.a. kommer til udtryk i sange som "Et satanisk mesterværk" (om pengebegær), "Det rene hetleri" og "Manden med pistolen". Andre temaer er dekadence og overflade (i "Lænker & laster" og "13.294 bananer") og personlig anonymitet ("I en blågrå kupé"), mens "Clue" er en kærlighedssang.

## Numre

### Side 1
| #  | Titel                    | Musik/tekst                  | Længde |
| -- | ------------------------ | ---------------------------- | ------ |
| 1. | "Hotel Halleluja"        | Valentin-Horn-Grue/Valentin  | 3:28   |
| 2. | "Lænker & laster"        | Valentin-Horn/Valentin       | 3:51   |
| 3. | "I en blågrå kupé"       | Wulff-Valentin-Horn/Valentin | 4:20   |
| 4. | "13.294 bananer"         | Valentin-Horn/Valentin       | 3:06   |
| 5. | "Mahavisnu eller aldrig" | Valentin-Horn/Valentin       | 2:34   |

### Side 2
| #  | Titel                    | Musik/tekst            | Længde |
| -- | ------------------------ | ---------------------- | ------ |
| 1. | "Et satanisk mesterværk" | Valentin-Horn/Valentin | 4:50   |
| 2. | "Det rene hetleri"       | Valentin-Horn/Valentin | 3:00   |
| 3. | "Manden med pistolen"    | Valentin-Horn/Valentin | 3:03   |
| 4. | "Clue"                   | Valentin-Horn/Valentin | 6:33   |

"Valentin" i tekst/musik-kolonnen refererer til mellemnavnet i C.V. Jørgensens fulde navn: Carsten Valentin Jørgensen (selvom Valentin ifølge Niels Martinov er noget, han selv har fundet på)